# Begonia veitchii
Begonia veitchii es una especie de planta perenne perteneciente a la familia Begoniaceae. Es originaria de Sudamérica.

## Descripción
Es una hierba que se encuentra en las yungas en Bolivia y en Perú en las laderas rocosas de la Cordillera de los Andes a una altitud de hasta 4500 metros.

## Taxonomía
Begonia veitchii fue descrita por Joseph Dalton Hooker y publicado en The Gardeners' Chronicle & Agricultural Gazette 734. 1867.
Etimología
Begonia: nombre genérico, acuñado por Charles Plumier, un referente francés en botánica, honra a Michel Bégon, un gobernador de la excolonia francesa de Haití, y fue adoptado por Linneo.
veitchii: epíteto
Sinonimia
- Begonia rosiflora Hook.f.
- Begonia veitchii f. rosiflora (Hook.f.) Voss[2]

Híbridos
- Begonia × carminata Dombrain
- Begonia × excelsior Linden
- Begonia × intermedia Veitch ex Van Houtte
- Begonia × massiliensis Deleuil
- Begonia × vitellina Van Houtte